# Casa de Osuna
La casa de Osuna es una casa nobiliaria española originaria de la Corona de Castilla, cuyo nombre proviene del ducado de Osuna, título nobiliario español, con grandeza de España, creado el 5 de octubre de 1562 por el rey Felipe II y otorgado al V conde de Ureña, Pedro Téllez-Girón, VI señor de la ciudad andaluza de Osuna.

## Historia
Fue tradición, durante siglos, que el heredero del ducado de Osuna llevara el título de marqués de Peñafiel. Esta tradición, se interrumpió a la muerte del XII duque de Osuna, Mariano Téllez-Girón y Beaufort-Sportín, recayendo este marquesado, en el reparto que se hizo de sus numerosos títulos, en los Roca Togores, que lo han ostentado hasta que en 1956 lo heredó Ángela María de Solís-Beaumont y Téllez-Girón, con quién volvió a incorporarse a la casa de Osuna.
La casa de Osuna se unió a la casa de Benavente en la descendencia de Pedro de Alcántara Téllez-Girón y Pacheco, IX duque de Osuna, que casó en 1771 con María Josefa Pimentel y Téllez-Girón, XII duquesa de Benavente. En 1780, con la muerte del XI duque de Arcos, Antonio Ponce de León, la casa de Arcos fue heredada por dicha duquesa de Benavente, por lo que en su descendencia también quedó incorporada a la casa de Osuna. La casa ducal fue creciendo en importancia y riqueza, y en el siglo XIX era la casa nobiliaria más importante de España, al reunirse en la persona del duque de Osuna veinte grandezas de España y, entre otros títulos, los ducados de Arcos, de Béjar, de Benavente, de Gandía, del Infantado, de Medina de Rioseco, de Pastrana, de Plasencia, de Lerma, de Estremera, de Francavilla, y de Mandas y Villanueva. Estos trece ducados fueron ostentados junto con doce marquesados, trece condados y un vizcondado.

## Galería de imágenes

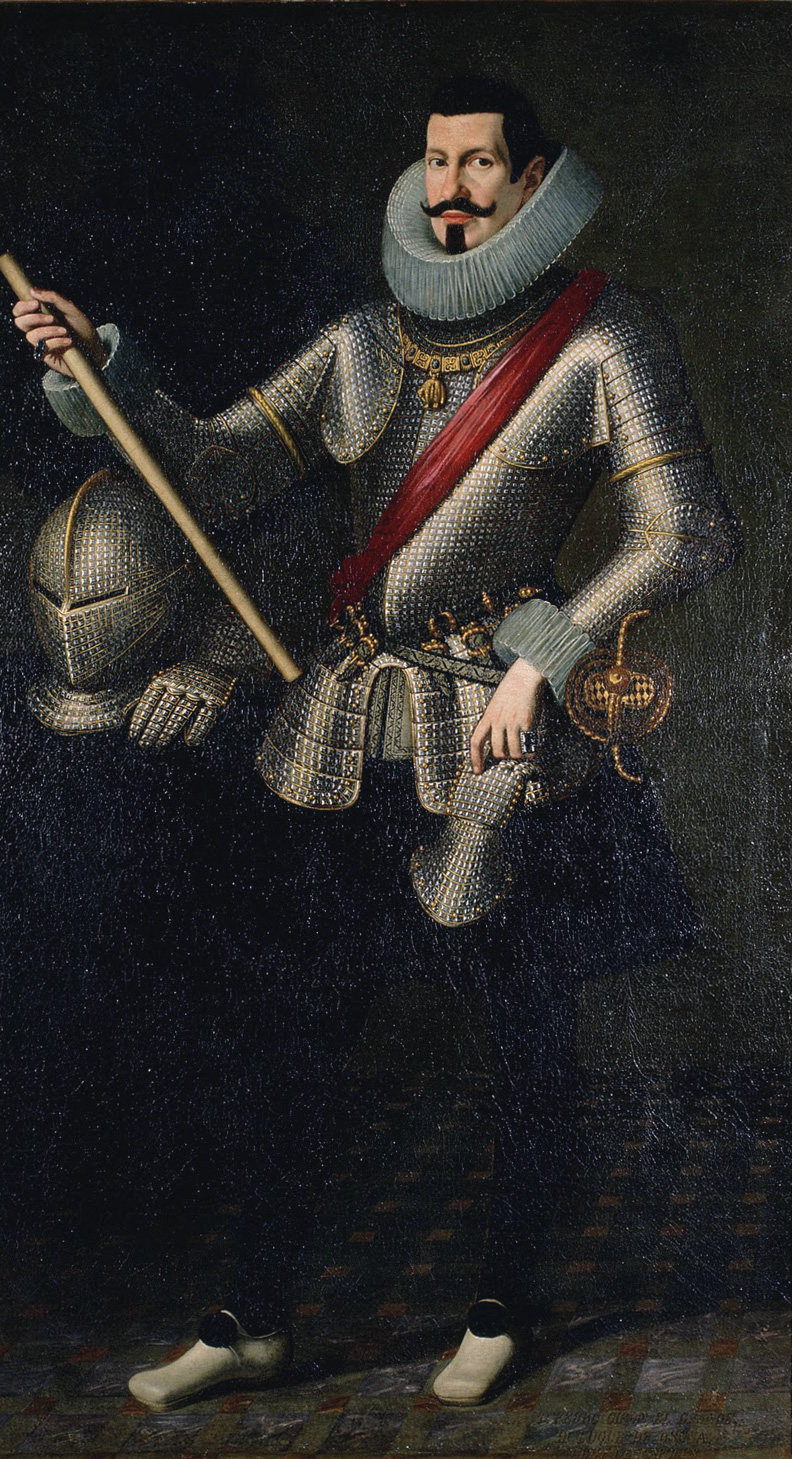
Pedro Téllez-Girón y Velasco, III duque de Osuna.
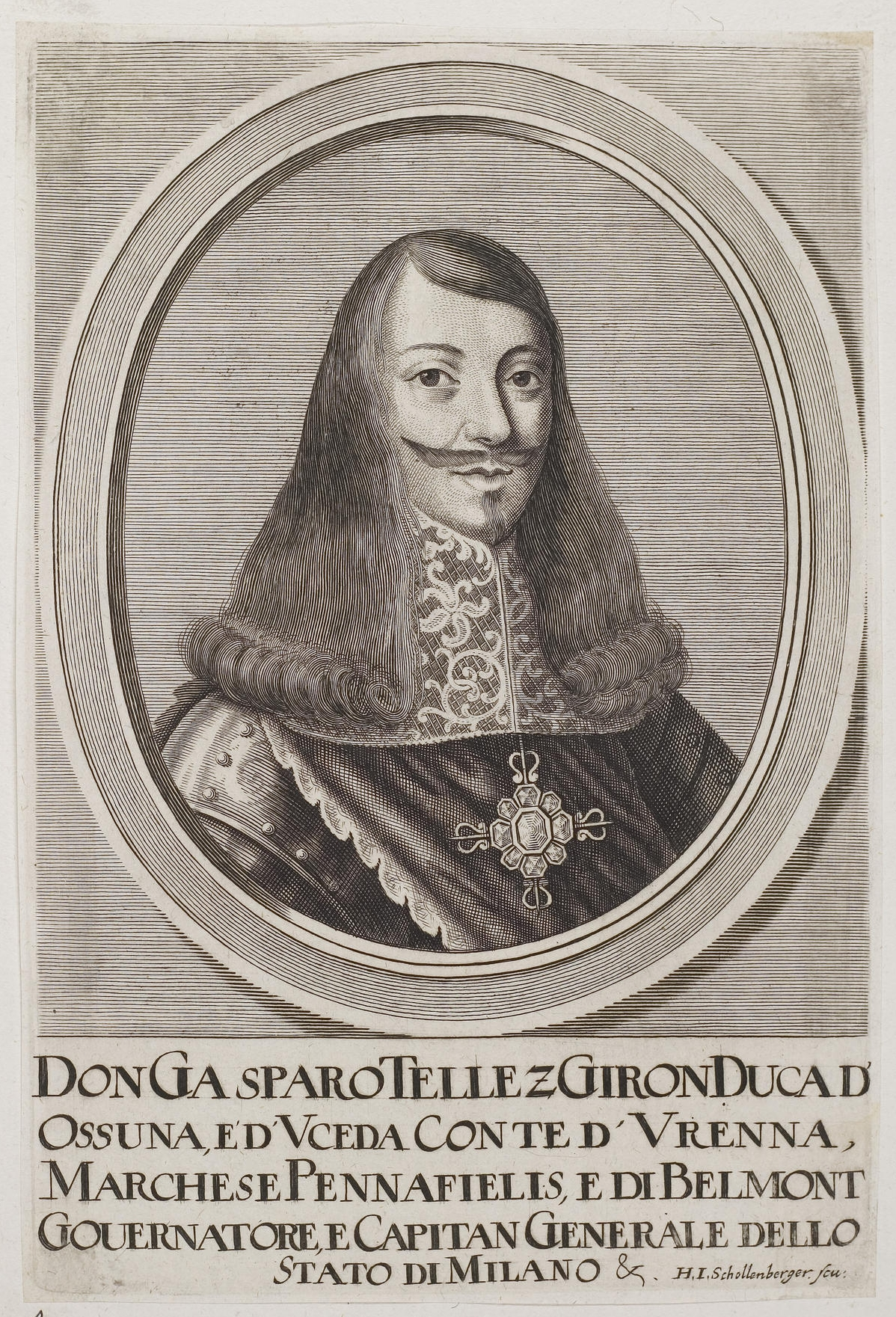
Gaspar Téllez-Girón y Sandoval, V duque de Osuna.
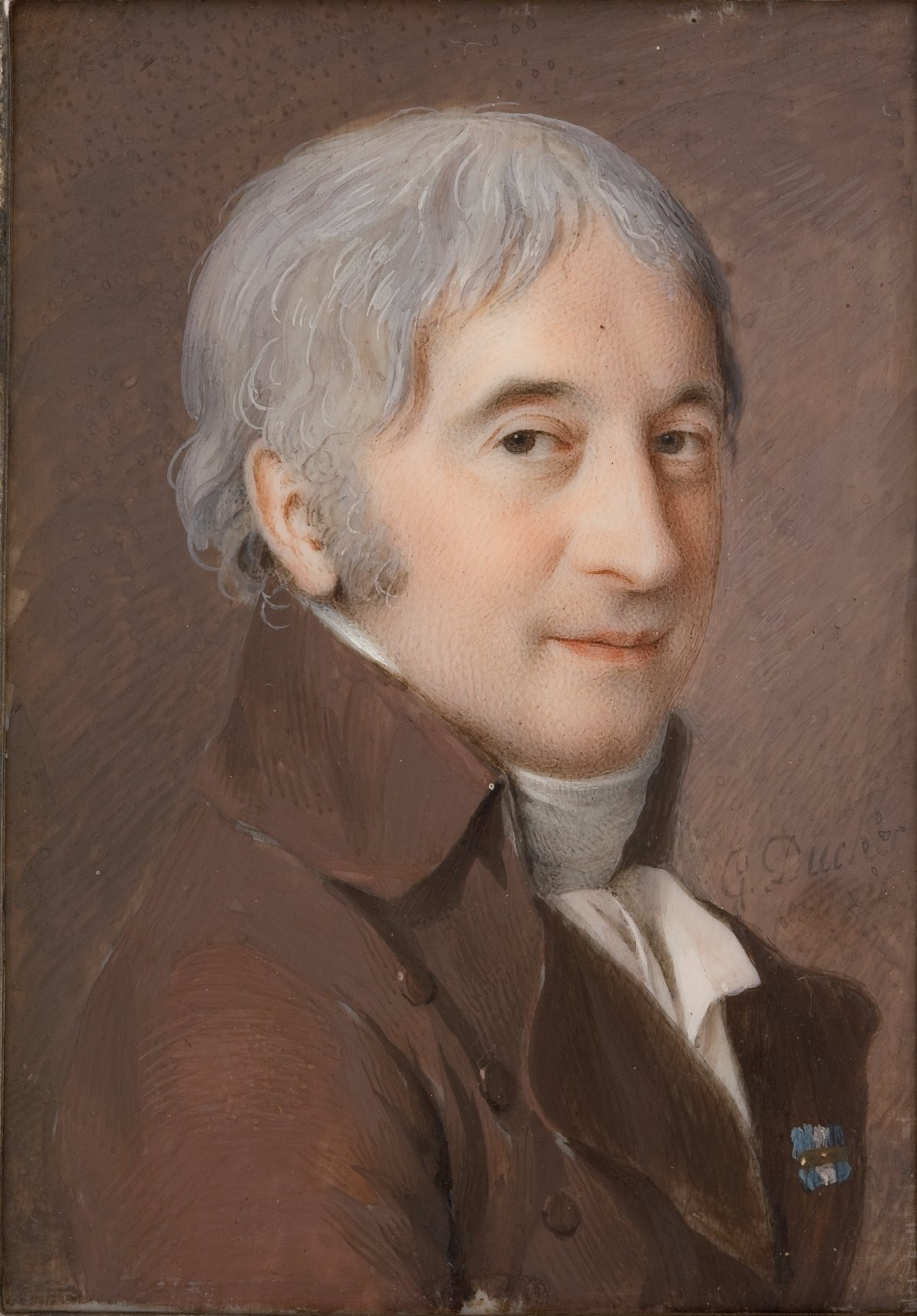
Pedro de Alcántara Tellez Girón, IX duque de Osuna.
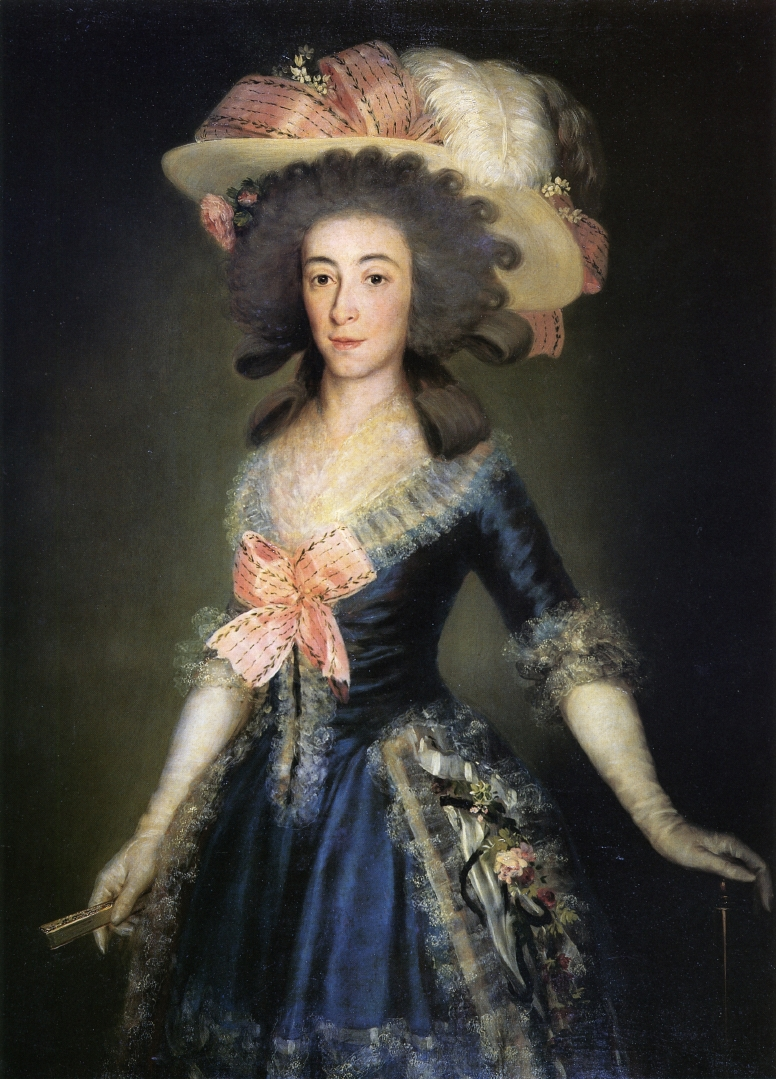
María Josefa de la Soledad, XII duquesa de Benavente, duquesa de Osuna consorte.
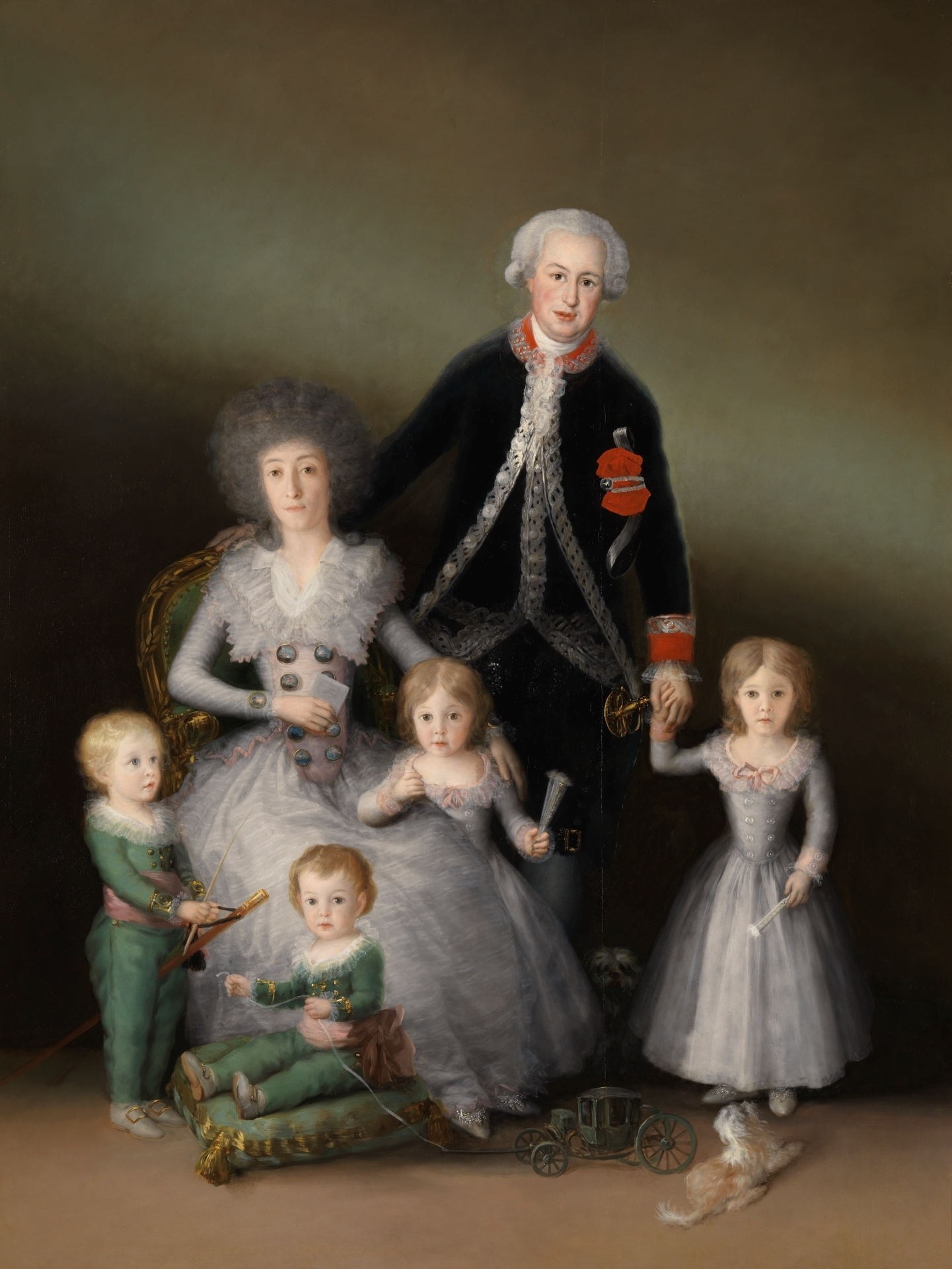
El IX duque de Osuna y su familia, por Francisco de Goya.
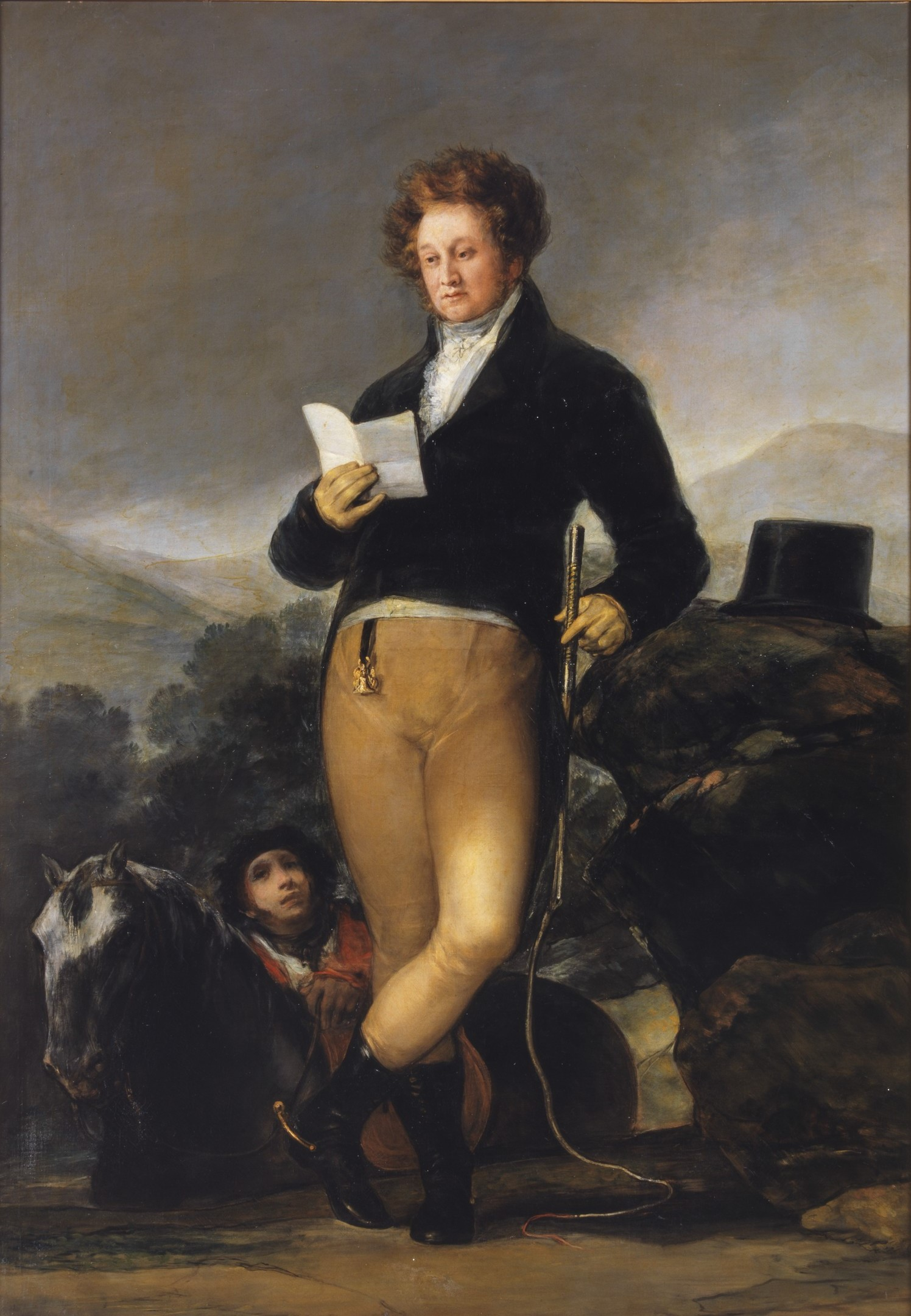
Francisco de Borja Téllez-Girón y Pimentel, X duque de Osuna.
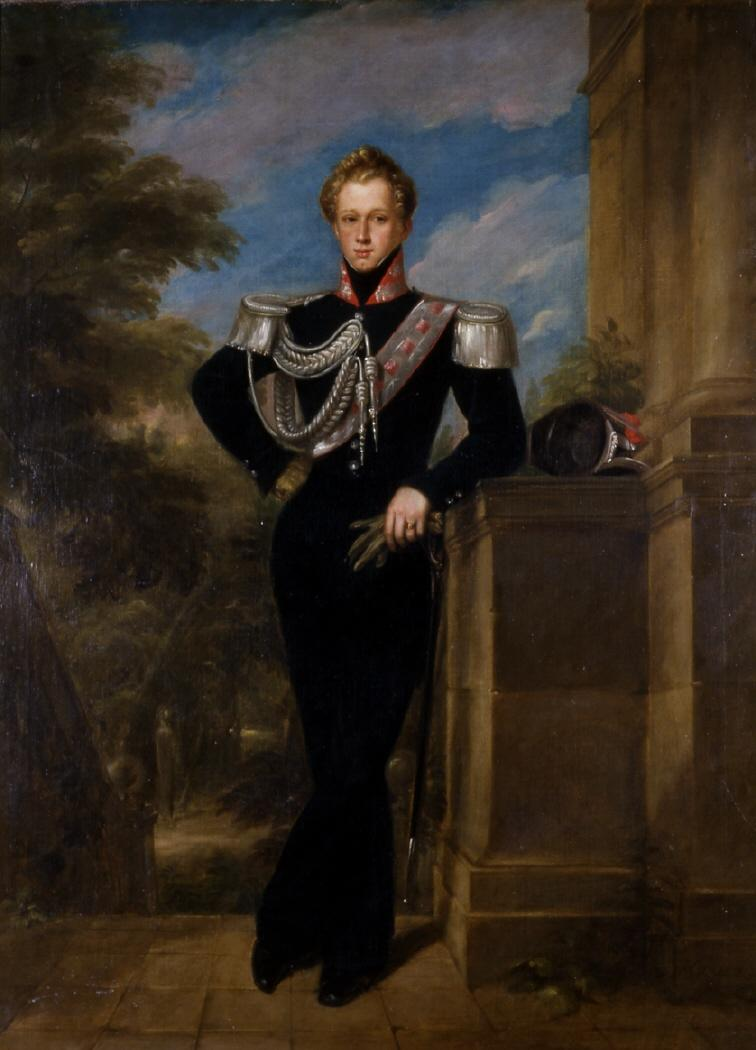
Mariano Téllez-Girón y Beaufort Spontin, XII duque de Osuna.
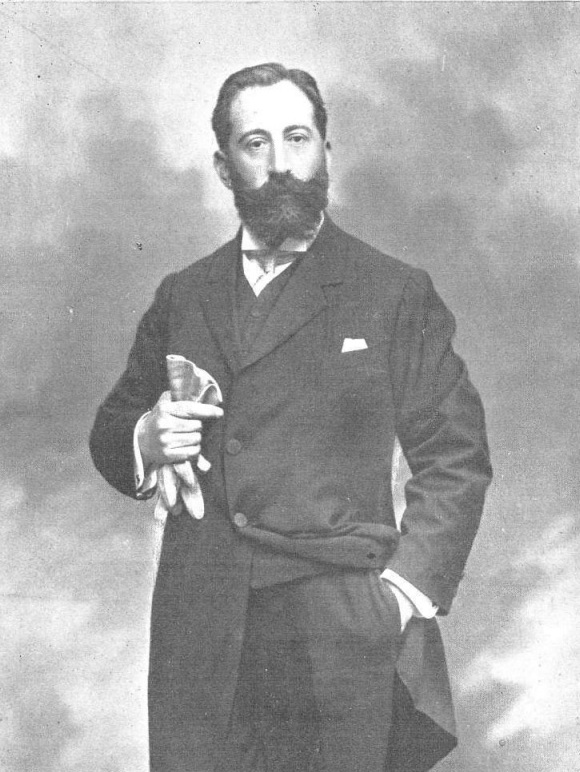
Luis Téllez Girón y Fernández de Córdoba, XIV duque de Osuna.
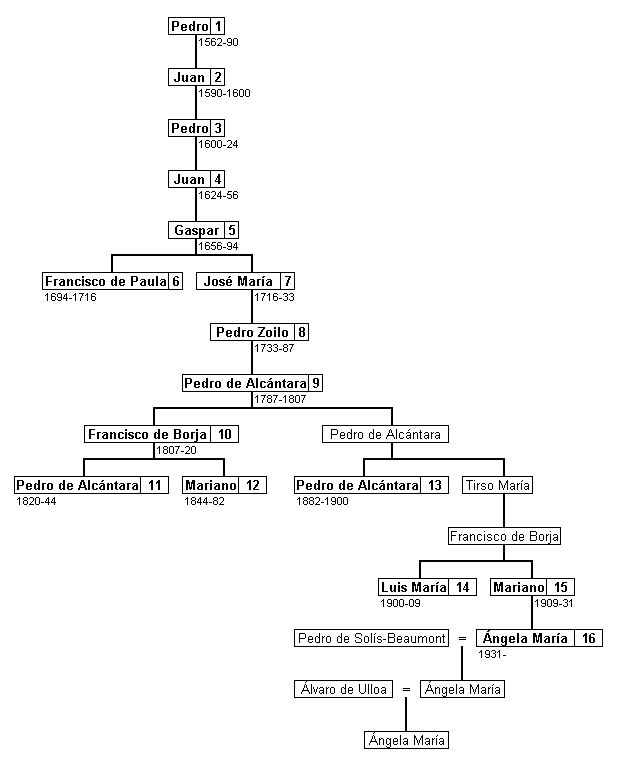
Árbol genealógico.

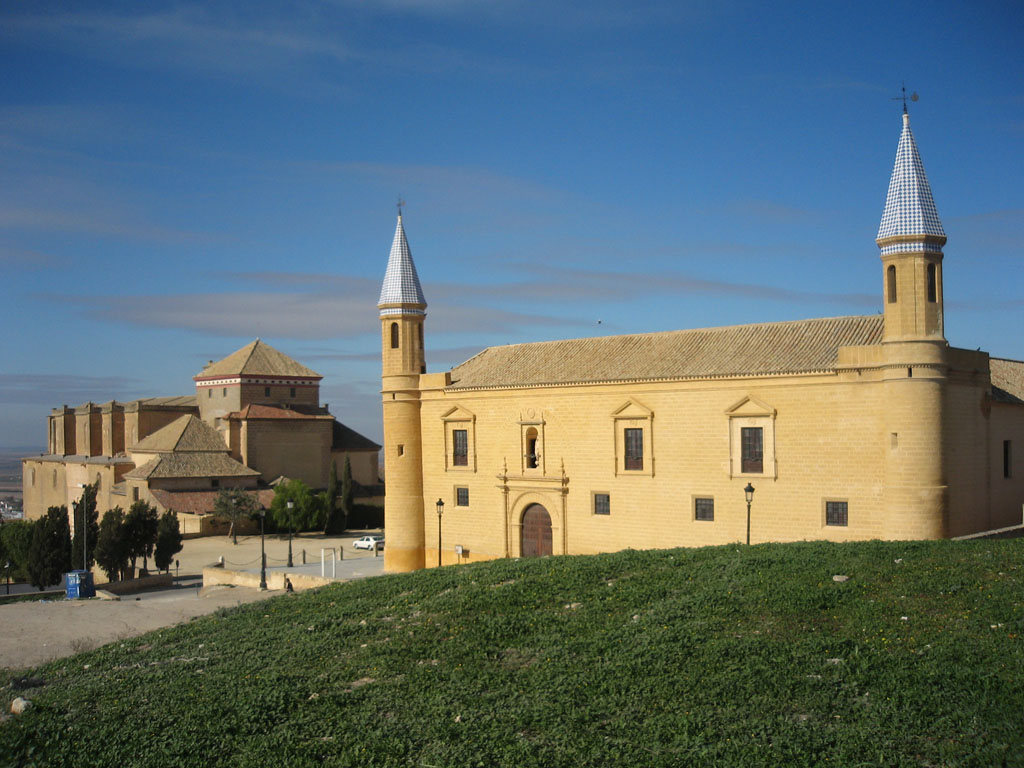
Universidad de Osuna y Colegiata al fondo.
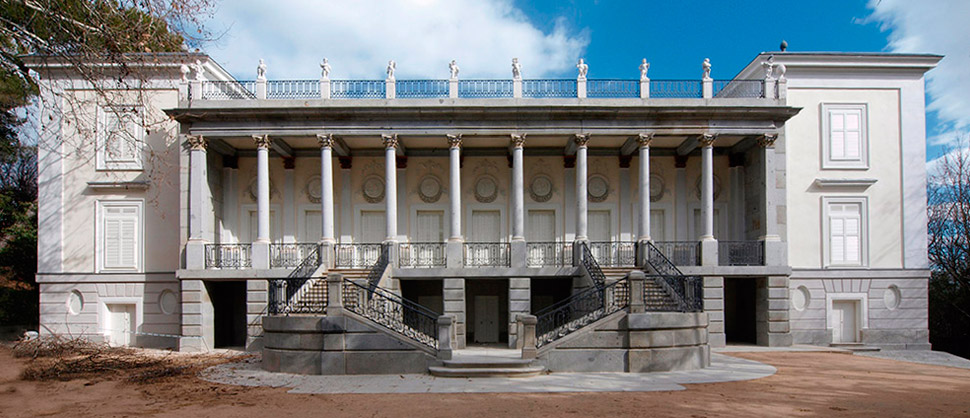
Palacio de la Alameda de Osuna.
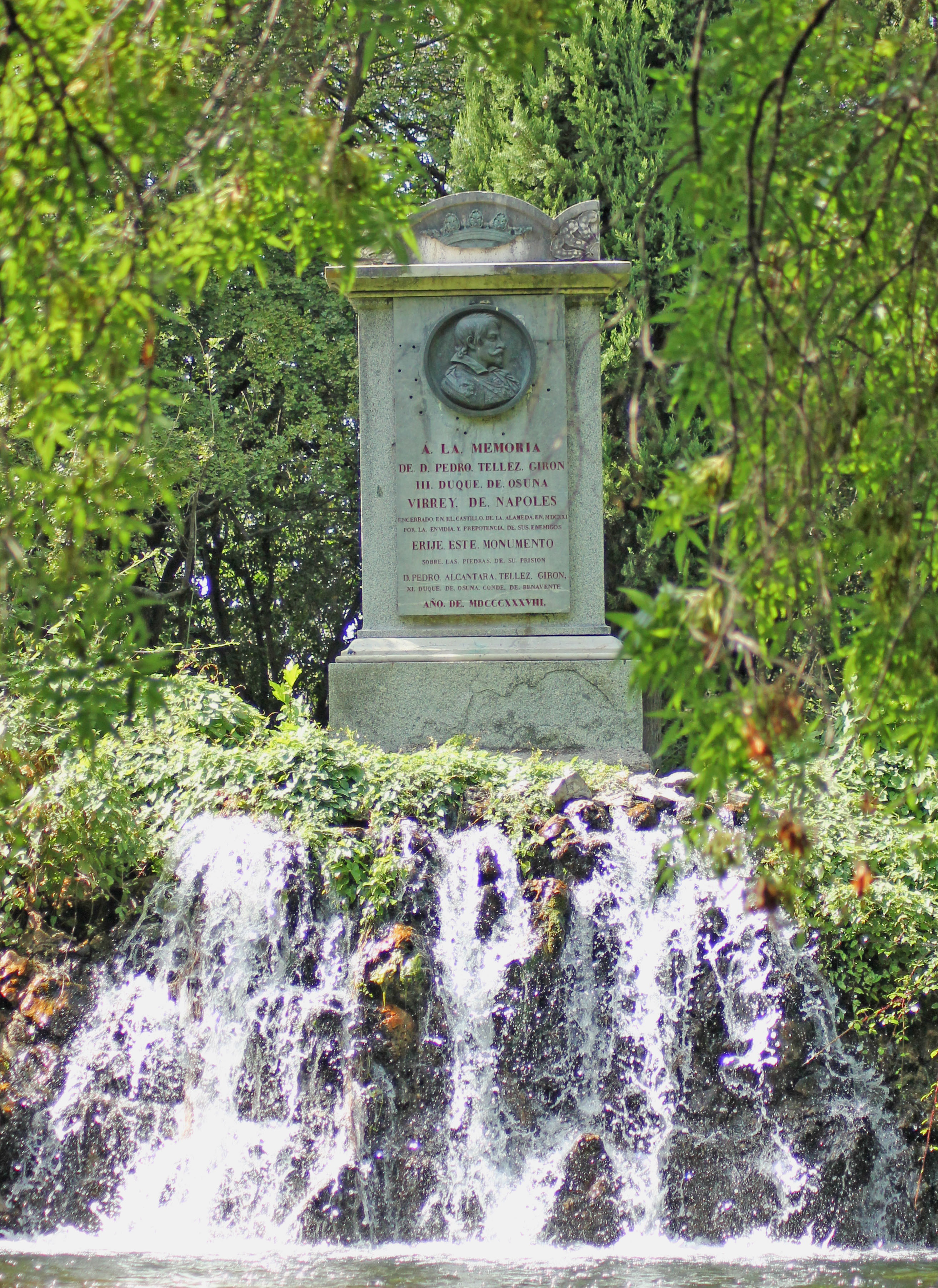
Monumento a Pedro Téllez-Girón y Velasco, III duque de Osuna
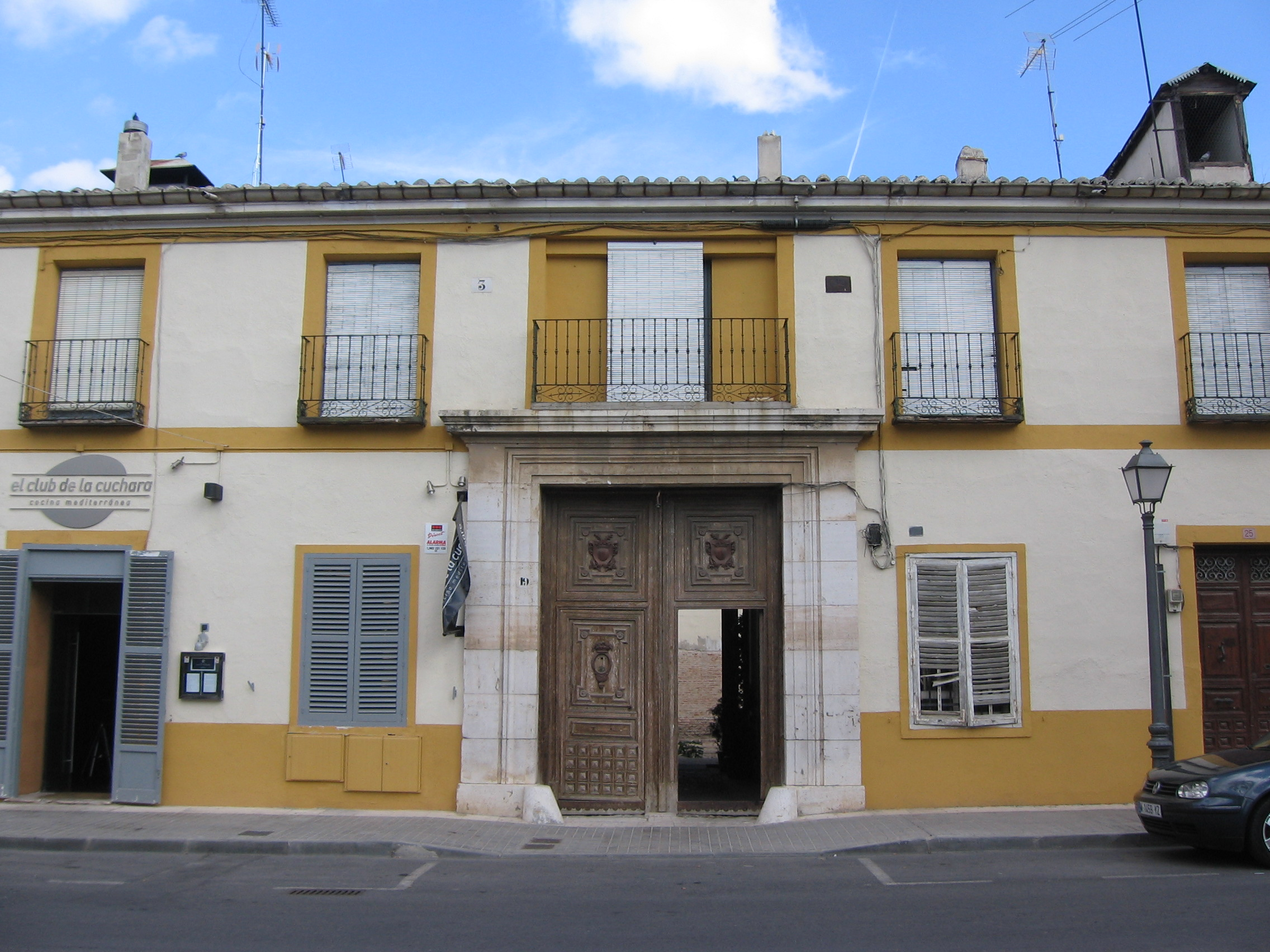
Palacio de Osuna en Aranjuez.

## Duques de Osuna
|                        | Titular                                            | Periodo                |
| Creación por Felipe II | Creación por Felipe II                             | Creación por Felipe II |
| ---------------------- | -------------------------------------------------- | ---------------------- |
| I                      | Pedro Téllez-Girón y de la Cueva                   | 1562-1590              |
| II                     | Juan Téllez-Girón y Guzmán                         | 1590-1600              |
| III                    | Pedro Téllez-Girón                                 | 1600-1624              |
| IV                     | Juan Téllez-Girón y Enríquez de Ribera             | 1624-1656              |
| V                      | Gaspar Téllez-Girón y Sandoval                     | 1656-1694              |
| VI                     | Francisco de Paula Téllez-Girón y Benavides        | 1694-1716              |
| VII                    | José María Téllez-Girón                            | 1716-1733              |
| VIII                   | Pedro Zoilo Téllez-Girón y Pérez de Guzmán         | 1733-1787              |
| IX                     | Pedro de Alcantara Téllez-Girón y Pacheco          | 1787-1807              |
| X                      | Francisco de Borja Téllez-Girón y Pimentel         | 1807-1820              |
| XI                     | Pedro de Alcántara Téllez-Girón y Beaufort Spontin | 1820-1844              |
| XII                    | Mariano Téllez-Girón y Beaufort Spontin            | 1844-1882              |
| XIII                   | Pedro de Alcántara Téllez-Girón y Beaufort Spontin | 1882-1900              |
| XIV                    | Luis Téllez Girón y Fernández de Córdoba           | 1900-1909              |
| XV                     | Mariano Téllez-Girón y Fernández de Córdoba        | 1909 -1931             |
| XVI                    | Ángela María Téllez-Girón y Duque de Estrada       | 1931-2015              |
| XVII                   | Ángela María de Solís-Beaumont y Téllez-Girón      | actual                 |

## Anterior duquesa de Osuna
La penúltima en ocupar hasta ahora el título de duquesa de Osuna, Ángela María Téllez-Girón y Duque de Estrada, fue en vida también duquesa de Arcos, condesa-duquesa de Benavente, de Gandía, de Medina de Rioseco, de Plasencia y de Uceda; Marquesa de Jabalquinto, con G. de E; condesa de Oropesa, con Grandeza de España y condesa de Peñaranda de Bracamonte, con grandeza de España; marquesa de Berlanga, de Frechilla y Villarramiel, de Jarandilla, de Lombay, de Peñafiel y del Villar de Grajanejos; condesa de Alcaudete, de la Puebla de Montalbán, de Pinto, de Salazar de Velasco, el marquesado de Toral y de Ureña; más otros títulos en uso de familiares con menor derecho, y cedidos de manera temporal. Diez veces grande de España. Casó con Pedro de Solís-Beaumont y Lasso de la Vega, de los marqueses de Valencina, y quién recuperó en gran medida el patrimonio de la Casa Ducal de Osuna. En segundas nupcias, casó con José María de Latorre y Montalvo, marqués de Montemuzo, también fallecido. 
La difunta duquesa de Osuna cedió:
- A su hija mayor, Ángela María de Solís-Beaumont, el ducado de Arcos y el marquesado de Peñafiel. Ángela María estuvo casada en primeras nupcias con Álvaro de Ulloa y Suelves, XI marqués de Castro Serna y XIV conde de Adanero; en segundas, con José Antonio Muniz y, en terceras, con Pedro Romero y Solís-Beaumont. En el B.O.E. del día 30 de marzo de 2016 aparece publicado que Ángela María Solís-Beaumont y Téllez-Girón es la nueva duquesa de Osuna, condesa-duquesa de Benavente, marquesa de Javalquinto, condesa de Peñaranda de Bracamonte, condesa de Puebla de Montalvan con sus respectivas cinco grandezas de España, y marquesa de Lombay, condesa de Pinto, tras el fallecimiento de su madre. Y tiene solicitado (B.O.E. del 2 de febrero de 16) el condado de Oropesa con grandeza de España, el marquesado de Berlanga, el marquesado de Toral y el condado de Alcaudete.
- A su segunda hija, María de Gracia de Solís-Beaumont, el ducado de Plasencia. María de Gracia está casada con Carlo Emanuele María Ruspoli y Soler, dei principi Ruspoli di Poggio Suasa e di Cerveteri, III duca di Morignano, príncipe del Sacro Imperio Romano, Patrizio Romano, Nobile di Viterbo e di Orvieto.
- A su tercera hija, María del Pilar de Latorre, el ducado de Uceda y el marquesado de Belmonte. María del Pilar estuvo casada con Miguel Ángel Pastor y Vélez. con una hija: Pilar.
- A su cuarta y última hija, María Asunción de Latorre, el ducado de Medina de Rioseco y el condado de Salazar de Velasco. Asunción está casada con Cristóbal del Castillo e Ybarra. Con un hijo: Cristóbal.
- A su nieta, Ángela María de Ulloa (n. 1978), hija de su hija mayor, el condado de Ureña, como futura duquesa de Osuna. Solicitó el ducado de Gandia con Grandeza de España en el B.O.E. el 21 de junio de 2016 previa renuncia materna.
- A su nieta, María Cristina de Ulloa (n. 1980), el marquesado de Jarandilla. Cristina está casada desde junio del 2007 con Jaime Álvarez de las Asturias-Bohorques y Rumeu de Armas, de los duques de Gor, caballero maestrante de Granada. María Cristina solicitó en el B.O.E del 16 de julio de 2016 el ducado de Arcos con Grandeza de España distribución efectuada por su madre.
- A su nieta, María de Gracia Ruspoli, hija de su hija María de Gracia, el marquesado del Villar de Grajanejos. María de Gracia está casada con Javier Isidro González de Gregorio y Molina,[2] de la familia de los  condes de la Puebla de Valverde, e hijo de Leoncio González de Gregorio y Martí, duque consorte de Medina Sidonia, y de Marta Molina Stranz[3][4][de los señores de Tullestete/Tüllstedt (actual Döllstädt en Bad Langensalza), descendiente de Ekkehard von Tüllstedt, noble de Brandenburgo, Uradel de la nobleza alemana].